# Автошлях Т 1929
Автошля́х Т 1929 — автомобільний шлях територіального значення у Сумській області. Пролягає територією Охтирського району через Охтирку — Бакирівку. Загальна довжина — 13,8 км.

## Маршрут
Автошлях проходить через такі населені пункти:
| Автошлях Т 1929  |     |
| Сумська область  |     |
| Охтирський район |     |
| Охтирка          | Н12 |
| Бакирівка        |     |